# Primera B de Chile 2007
El Campeonato Nacional BancoEstado de Primera B de la Asociación Nacional de Fútbol Profesional, Año 2007 es el único torneo de la temporada 2007 de la segunda división chilena de fútbol. Este torneo comenzó el 24 de febrero y concluyó el 25 de noviembre del 2007 con el título obtenido por Provincial Osorno. Los toros debieron esperar hasta la última fecha para festejar su ascenso y campeonato, gracias a un categórico triunfo 4-0 conseguido sobre Municipal Iquique en el norte. Este título fue la tercera estrella de los toros en la segunda categoría del fútbol chileno. El segundo ascendido de manera directa fue Rangers, como subcampeón de la categoría.
Deportes Copiapó y Santiago Morning, clasificaron directamente a la Liguilla de Promoción, a jugarse contra Deportes Puerto Montt, de la categoría superior. Precisamente el equipo microbusero, logró el ascenso a la Primera División, luego de ganar el triangular de la Liguilla de Promoción, mandando a los puertomontinos al descenso. De esa forma, Santiago Morning acompaña a Provincial Osorno y Rangers, en el ascenso directo a la Primera División, mientras que Deportes Copiapó, mantuvo su puesto en la Primera B.
A tercera división descendió Deportivo Temuco, equipo que durante la segunda parte del torneo fue dirigido por el exfutbolista y comentarista deportivo Eduardo Bonvallet, cuya presencia generó, debido a su popularidad, el interés mediático de la prensa nacional en la campaña del club albiverde.
Los 11 equipos se enfrentaron entre sí, todos contra todos, en cuatro ruedas, totalizando 44 fechas. Cada equipo jugó 40 partidos en total.

## Movimientos divisionales
| Pos | a Primera División Apertura 2007 y Clausura 2007 |
| --- | ------------------------------------------------ |
| 1º  | Deportes Melipilla (Campeón)                     |
| 2º  | Ñublense                                         |
| 3º  | Lota Schwager (Liguilla de Promoción)            |

| Pos | desde Tercera División de Chile 2006 |
| --- | ------------------------------------ |
| 1º  | Deportes Iquique                     |

| Pos | Descendido desde Primera División Apertura 2006 y Clausura 2006 |
| --- | --------------------------------------------------------------- |
| 1º  | Santiago Morning                                                |
| 2º  | Rangers de Talca                                                |

| Pos | Descendido a Tercera División de Chile 2007 |
| --- | ------------------------------------------- |
| 1º  | Magallanes                                  |

## Equipos participantes
| Equipo            | Ciudad                      |
| ----------------- | --------------------------- |
| Curicó Unido      | Curicó                      |
| Deportes Copiapó  | Copiapó                     |
| Deportes Temuco   | Temuco                      |
| Fernández Vial    | Concepción                  |
| Municipal Iquique | Iquique                     |
| Provincial Osorno | Osorno                      |
| Rangers           | Talca                       |
| Santiago Morning  | Recoleta, Santiago de Chile |
| Unión San Felipe  | San Felipe                  |
| San Luis          | Quillota                    |
| Unión La Calera   | La Calera                   |

## Desarrollo
Los once equipos participantes juegan todos contra todos, en cuatro ruedas (cada equipo juega con los otros diez en cuatro oportunidades, dos como local y dos como visita). El elenco con mejor ubicación al cabo de estos 44 partidos se titula campeón de la categoría, y asciende directamente a Primera división, en conjunto con el equipo que ocupe el segundo lugar.
Quienes se ubiquen en el 3.er y 4.to lugar de la tabla, junto con el 18.vo lugar de la tabla general de la primera división (Apertura y Clausura), disputarán la Liguilla de Promoción. Quien gane de este triangular, obtiene un puesto en la primera división.
Descenderá automáticamente el último equipo (el 11.er lugar) de la tabla de posiciones.

## Tabla general
Tabla de posiciones final del campeonato.
| Pos | Equipo                | Pts | PJ | G  | E  | P  | GF | GC | DIF |
| --- | --------------------- | --- | -- | -- | -- | -- | -- | -- | --- |
| 1   | Provincial Osorno     | 64  | 40 | 17 | 13 | 10 | 50 | 41 | 9   |
| 2   | Rangers               | 63  | 40 | 18 | 12 | 10 | 52 | 36 | 16  |
| 3   | Santiago Morning      | 63  | 40 | 16 | 15 | 9  | 54 | 44 | 10  |
| 4   | Deportes Copiapó      | 60  | 40 | 18 | 11 | 11 | 53 | 33 | 20  |
| 5   | Unión La Calera       | 57  | 40 | 16 | 9  | 15 | 49 | 42 | 7   |
| 6   | San Luis              | 55  | 40 | 14 | 13 | 13 | 57 | 54 | 3   |
| 7   | Municipal Iquique     | 51  | 40 | 12 | 15 | 12 | 33 | 41 | -8  |
| 8   | Arturo Fernández Vial | 44  | 40 | 13 | 8  | 19 | 31 | 47 | -16 |
| 9   | Curicó Unido          | 44  | 40 | 11 | 11 | 20 | 34 | 44 | -10 |
| 10  | Unión San Felipe      | 44  | 40 | 10 | 14 | 16 | 40 | 47 | -7  |
| 11  | Deportivo Temuco      | 39  | 40 | 10 | 9  | 21 | 31 | 55 | -24 |

PJ = Partidos Jugados; G = Partidos Ganados; E = Partidos empatados; P = Partidos perdidos; GF = Goles a favor; GC = Goles en contra; DIF = Diferencia de goles; Pts = Puntos
|  | Campeón. Asciende a Primera División |
|  | Asciende a Primera División          |
|  | Clasifica a Liguilla de Promoción    |
|  | Desciende a Tercera División         |

## Resultados
En el siguiente cuadro de resultados, la localía se invierte en las fechas ubicadas en la parte derecha de cada tabla. El marcador se encuentra orientado hacia el equipo que aparece a la izquierda (1-0 implica triunfo por la cuenta mínima del equipo de más a la izquierda de la tabla, 0-1 significa una derrota de este equipo).
| 1°  | 23° | Fechas                            | 12° | 34° |
| 2-1 | 0-0 | M. Iquique - D. Copiapó           | 2-2 | 0-2 |
| 2-0 | 2-1 | Rangers - U. La Calera            | 1-1 | 1-0 |
| 0-0 | 0-1 | U. San Felipe - Curicó U.         | 0-0 | 0-0 |
| 2-2 | 1-3 | San Luis - S. Morning             | 1-1 | 1-1 |
| 0-1 | 1-0 | D. Temuco - Arturo Fernández Vial | 2-0 | 0-0 |
|     |     | Libre: P. Osorno                  |     |     |

| 2°  | 24° | Fechas                          | 13° | 35° |
| 4-0 | 2-1 | U. La Calera - M. Iquique       | 1-1 | 0-1 |
| 0-0 | 5-2 | D. Copiapó - U. San Felipe      | 1-2 | 1-0 |
| 1-0 | 1-0 | Curicó U. - San Luis            | 0-1 | 2-2 |
| 1-1 | 2-2 | S. Morning - P. Osorno          | 1-2 | 1-0 |
| 1-0 | 1-1 | Arturo Fernández Vial - Rangers | 0-1 | 1-3 |
|     |     | Libre: D. Temuco                |     |     |

| 3°  | 25° | Fechas                             | 14° | 36° |
| 0-3 | 1-0 | M. Iquique - San Luis              | 0-1 | 1-2 |
| 1-1 | 3-2 | Rangers - D. Copiapó               | 0-2 | 0-0 |
| 1-0 | 1-1 | U. La Calera - Curicó U.           | 1-2 | 1-0 |
| 0-0 | 0-0 | San Felipe - Arturo Fernández Vial | 0-1 | 2-0 |
| 2-1 | 2-1 | P. Osorno - D. Temuco              | 1-2 | 0-0 |
|     |     | Libre: S. Morning                  |     |     |

| 4°  | 26° | Fechas                             | 15° | 37° |
| 0-1 | 1-0 | Arturo Fernández Vial - M. Iquique | 0-2 | 0-0 |
| 1-2 | 4-2 | D. Copiapó - U. La Calera          | 2-0 | 2-1 |
| 2-2 | 0-0 | San Luis - P. Osorno               | 2-4 | 1-1 |
| 1-3 | 2-2 | Curicó U. - S. Morning             | 2-3 | 1-1 |
| 0-1 | 0-2 | D. Temuco - Rangers                | 0-0 | 0-3 |
|     |     | Libre: U. San Felipe               |     |     |

| 5°  | 27° | Fechas                           | 16° | 38° |
| 0-0 | 2-2 | M. Iquique - U. San Felipe       | 1-1 | 0-1 |
| 0-0 | 3-2 | S. Morning - D. Copiapó          | 1-0 | 0-1 |
| 3-0 | 1-0 | U. La Calera - D. Temuco         | 2-1 | 2-1 |
| 3-2 | 2-0 | Arturo Fernández Vial - San Luis | 1-2 | 0-3 |
| 3-2 | 0-2 | P. Osorno - Curicó U.            | 0-1 | 1-1 |
|     |     | Libre: Rangers                   |     |     |

| 6°  | 28° | Fechas                             | 17° | 39° |
| 0-0 | 0-0 | Curicó U. - M. Iquique             | 0-1 | 1-2 |
| 4-0 | 1-1 | D. Copiapó - Arturo Fernández Vial | 1-0 | 0-0 |
| 3-0 | 2-2 | San Luis - U. San Felipe           | 2-5 | 2-1 |
| 0-2 | 2-1 | D. Temuco - S. Morning             | 1-1 | 1-1 |
| 1-1 | 0-1 | Rangers - P. Osorno                | 1-3 | 0-2 |
|     |     | Libre: U. La Calera                |     |     |

| 7°  | 29° | Fechas                            | 18° | 40° |
| 2-0 | 1-1 | M. Iquique - D. Temuco            | 0-2 | 1-1 |
| 1-1 | 0-0 | P. Osorno - D. Copiapó            | 2-1 | 0-2 |
| 0-0 | 3-1 | S. Morning - U. La Calera         | 2-2 | 0-1 |
| 1-2 | 1-1 | U. San Felipe - Rangers           | 1-4 | 1-3 |
| 2-1 | 2-0 | Arturo Fernández Vial - Curicó U. | 1-3 | 1-2 |
|     |     | Libre: San Luis                   |     |     |

| 8°  | 30° | Fechas                             | 19° | 41° |
| 1-1 | 1-1 | Rangers - M. Iquique               | 0-2 | 0-0 |
| 1-1 | 1-0 | D. Copiapó - San Luis              | 2-1 | 0-1 |
| 2-3 | 1-2 | U. La Calera - P. Osorno           | 1-0 | 1-1 |
| 1-2 | 0-1 | D. Temuco - U. San Felipe          | 0-5 | 1-0 |
| 2-1 | 1-0 | S. Morning - Arturo Fernández Vial | 2-1 | 0-2 |
|     |     | Libre: Curicó U.                   |     |     |

| 9°  | 31° | Fechas                            | 20° | 42° |
| 3-1 | 1-1 | M. Iquique - S. Morning           | 1-0 | 0-2 |
| 0-0 | 2-1 | U. San Felipe - U. La Calera      | 0-2 | 0-1 |
| 0-2 | 1-0 | San Luis - Rangers                | 3-3 | 2-1 |
| 2-1 | 1-0 | Curicó U. - D. Temuco             | 0-0 | 0-1 |
| 1-0 | 1-1 | P. Osorno - Arturo Fernández Vial | 1-3 | 0-1 |
|     |     | Libre: D. Copiapó                 |     |     |

| 10° | 32° | Fechas                               | 21° | 43° |
| 2-0 | 1-0 | D. Copiapó - Curicó U.               | 1-0 | 1-2 |
| 2-1 | 1-0 | Arturo Fernández Vial - U. La Calera | 0-3 | 0-3 |
| 2-0 | 1-0 | U. San Felipe - P. Osorno            | 1-1 | 0-1 |
| 4-1 | 5-3 | San Luis - D. Temuco                 | 1-1 | 0-2 |
| 2-1 | 2-0 | Rangers - S. Morning                 | 0-0 | 0-1 |
|     |     | Libre: M. Iquique                    |     |     |

| 11° | 33° | Fechas                       | 22° | 44° |
| 1-0 | 2-1 | P. Osorno - M. Iquique       | 0-1 | 4-0 |
| 1-2 | 1-0 | D. Temuco - D. Copiapó       | 1-0 | 0-3 |
| 1-2 | 1-0 | U. La Calera - San Luis      | 0-0 | 1-1 |
| 3-1 | 2-1 | S. Morning - U. San Felipe   | 1-1 | 2-1 |
| 3-1 | 0-1 | Curicó U. - Rangers          | 0-2 | 3-0 |
|     |     | Libre: Arturo Fernández Vial |     |     |

## Liguilla de promoción
La juegan los equipos que ocuparon los lugares 3° y 4° del torneo de Primera B (Santiago Morning y Deportes Copiapó) contra aquel equipo que ocupó el 18° lugar en la tabla acumulada de Primera División (en este caso Deportes Puerto Montt). Esta Liguilla, que se jugó en un triangular, en partidos de ida y vuelta en formato de todos contra todos y con una fecha libre para cada uno, permitirá que su ganador juegue en la Primera División durante la Temporada 2008.
En esta Liguilla, Santiago Morning fue muy superior a sus 2 rivales de regiones y logró merecidamente, el ansiado regreso a la Primera División, luego de estar un año en la Primera B. El elenco capitalino logró la meta de ascender sin jugar, luego de que en el último partido de la Liguilla, Deportes Copiapó que ya perdió sus chances de ascender por adelantado, venció como local por 4-3 a Deportes Puerto Montt, provocando de paso, el descenso de los "salmoneros" a la Primera B, luego de estar 5 años jugando en la Primera División.

### Resultados
| Fecha | Equipo local          | Resultado | Equipo visitante      |
| ----- | --------------------- | --------- | --------------------- |
| 2-12  | Deportes Copiapó      | 0-0       | Santiago Morning      |
| 5-12  | Santiago Morning      | 3-1       | Deportes Puerto Montt |
| 9-12  | Deportes Puerto Montt | 3-2       | Deportes Copiapó      |
| 12-12 | Santiago Morning      | 1-0       | Deportes Copiapó      |
| 16-12 | Deportes Puerto Montt | 2-0       | Santiago Morning      |
| 19-12 | Deportes Copiapó      | 4-3       | Deportes Puerto Montt |

### Tabla de posiciones
| Pos. | Equipo                | Pts. | PJ | PG | PE | PP | GF | GC | Dif. |
| ---- | --------------------- | ---- | -- | -- | -- | -- | -- | -- | ---- |
| 1.º  | Santiago Morning      | 7    | 4  | 2  | 1  | 1  | 4  | 3  | 1    |
| 2.º  | Deportes Puerto Montt | 6    | 4  | 2  | 0  | 2  | 9  | 9  | 0    |
| 3.º  | Deportes Copiapó      | 4    | 4  | 1  | 1  | 2  | 6  | 7  | −1   |

|  | Juega en 2008 en la Primera División |
|  | Juega en 2008 en la Primera B        |

Santiago Morning ascendió a la Primera División para la temporada 2008, Deportes Puerto Montt descendió a la Primera B y Deportes Copiapó se mantiene precisamente en la última categoría mencionada, para ese mismo año.

## Estadísticas
- El equipo con mayor cantidad de partidos ganados: Rangers y Deportes Copiapó 18 triunfos.
- El equipo con menor cantidad de partidos perdidos: Santiago Morning 9 derrotas.
- El equipo con menor cantidad de partidos ganados: Deportes Temuco y Unión San Felipe 10 triunfos.
- El equipo con mayor cantidad de partidos perdidos: Deportes Temuco 21 derrotas.
- El equipo con mayor cantidad de empates: Santiago Morning 15 empates.
- El equipo con menor cantidad de empates: Fernández Vial 8 empates.
- El equipo más goleador del torneo: San Luis 57 goles a favor.
- El equipo más goleado del torneo: Deportes Temuco 55 goles en contra.
- El equipo menos goleado del torneo: Deportes Copiapó 33 goles en contra.
- El equipo menos goleador del torneo: Deportes Temuco y Fernández Vial 31 goles a favor.
- Mejor diferencia de gol del torneo: Deportes Copiapó convirtió 20 goles más de los que recibió.
- Peor diferencia de gol del torneo: Deportes Temuco recibió 24 goles más de los convirtió.
- Mayor goleada del torneo: Unión San Felipe 5-0 Deportes Temuco (fecha 19).